# Science lugubre
La science lugubre (en anglais, dismal science) est le surnom donné à la science économique par Thomas Carlyle au XIXe siècle.

## Histoire
La science économique est qualifiée au Royaume-Uni de « science lugubre » par opposition à la « science joyeuse » (gay science) qu'est la poésie au XIXe siècle,. L'essayiste Thomas Carlyle reprend cette expression à deux reprises. La première est dans un texte datant de 1839, Le Chartisme. Il utilise le terme de lugubre pour désigner la théorie pessimiste de Thomas Malthus du principe de population. Il écrit que « les controverses au sujet de Malthus et du "principe de population", du "contrôle préventif", etc., qui n'a fait qu'assourdir l'oreille de la population pour bien trop longtemps, sont bien tristes. Mornes, fortes comme l'acier, lugubres, sans espoir pour ce monde et le suivant ».
Il utilise le terme de « lugubre » pour la détourner dans son texte de 1849, Occasional Discourse on the Negro Question. Il y soutient qu'il est nécessaire d'autoriser à nouveau l'esclavage afin de faire augmenter la productivité dans les Indes orientales.
Carlyle soutient que l'économie est une science lugubre car elle « a découvert en la loi de l'offre et de la demande le principe de l'Univers, et a réduit le devoir des hommes de pouvoir à celui de laisser faire les individus ». Or, cela déroge aux lois de la Création : « l'homme noir fainéant des Indes orientales » devrait au contraire « être incité à travailler autant que possible, afin d'accomplir la volonté du Créateur qui l'a fait naître ». Carlyle critique ainsi l'autonomisation des individus que la science économique soutient et postule.